# Bougara
Bougara (en àrab:  بوقرة ) és una ciutat de la província de Blida en Algèria, situada aproximadament a 30 km al sud de la capital Alger.

## Història
En 1851, durant la colonització, la ciutat va ser anomenat Rovigo. Després de la independència va prendre el nom Bougara.

## Nadius il·lustres
- Jules Roy, escriptor i militar francès, nascut a Bougara el 22 d'octubre del 1907 ;
- Jean Pélégri, novel·lista i poeta francès, nascut a Bougara el 20 de juny del 1920.